# Scott Forstall
Scott Forstall (Washington, 1969) is een Amerikaans softwareontwikkelaar die bekend werd als teamleider van het oorspronkelijke ontwikkelteam voor de iPhone en iPad bij Apple Inc.. Na zijn werk voor Apple richtte hij zich op Broadway-theaterproducties.

## Carrière
Forstall startte bij NeXT in 1992 tot de overname door Apple in 1997. Hij was verantwoordelijk voor het ontwerp van de gebruikersinterface voor een nieuwe Macintosh-lijn. In 2000 werd Forstall hoofdontwerper van de Aqua-interface voor Mac OS X. Door het succes hiervan werd hij gepromoveerd tot Senior Vice-President in 2003. Tijdens deze periode overzag hij de ontwikkeling van webbrowser Safari.
In 2005 won Forstall een interne competitie voor de ontwikkeling van iOS.
Toen collega Avie Tevanian stopte als hoofd softwaretechnologie werd Forstall in 2006 verantwoordelijk voor het besturingssysteem Mac OS X.
Forstall heeft meerdere keren gepresenteerd op de jaarlijkse Worldwide Developers Conference (WWDC), zoals over Mac OS X Leopard in 2006 en iPhone softwareontwikkeling in 2008. Forstall introduceerde in 2011 iOS 5 en was te zien tijdens elk groot iOS-gerelateerde evenement.

## Vertrek bij Apple
In 2013 vertrok Forstall onvrijwillig bij Apple. De verantwoordelijkheid voor iOS werd eind oktober 2012 overgedragen aan Craig Federighi, die op dit moment al verantwoordelijk was voor het besturingssysteem OS X.
Forstall ging zich richten op zijn Broadway-producties en werkt ook als adviseur voor Snapchat Inc..